# Женская сборная Руанды по баскетболу
Женская сборная Руанды по баскетболу — национальная команда по баскетболу, представляющая Руанду на международных соревнованиях. Управляется Федерацией баскетбола Руанды.

## История
Женская сборная Руанды по баскетболу никогда не участвовала в летних Олимпийских играх и чемпионатах мира. 
В 2009 году руандийские баскетболистки дебютировали в чемпионате Африки в Антананариву. На групповом этапе они проиграли все матчи против сборных Анголы (54:66), Нигерии (49:79), Мали (48:72), Туниса (53:59) и Кот-дʼИвуара (60:64). В плей-офф за 9-12-е места руандийки выиграли у ЮАР (69:56) и Туниса (70:65), финишировав на 9-й позиции. Баскетболистка сборной Руанды Анжелика Уильямс стала лучшей ассистенткой чемпионата — она делала 3,9 результативных передачи за матч.
В 2011 году женская сборная Руанды участвовала в чемпионате Африки в Бамако. Начав групповой этап с победы над Гвинеей (69:35), затем она потерпела четыре поражения от Камеруна (42:45), Анголы (59:67), Сенегала (61:71) и Нигерии (49:59). Став четвёртыми в группе, руандийки вновь участвовали в плей-офф за 9-12-е места, где выиграли у Ганы (53:34) и Туниса (57:54), вновь став девятыми. Баскетболистка сборной Руанды Тьерра Хендерсон показала лучшую среднюю результативность, набирая за игру 17,7 очка.
В 2023 году женская сборная Руанды выступала на домашнем чемпионате Африки в Кигали. На групповом этап хозяйки турнира выиграли у сборных Кот-дʼИвуара (64:35) и Анголы (68:74 ОТ) и, заняв 1-е место, напрямую вышли в четвертьфинал, где нанесли поражение сборной Уганды (66:61). В полуфинале руандийки проиграли Нигерии (48:79), а в матче за 3-4-е места Мали (51:89).
В 2011 году женская сборная Руанды участвовала в баскетбольном турнире Всеафриканских игр в Мапуту. На групповом этапе заняла 4-е место, выиграв у Камеруна (60:56) и Кот-дʼИвуара (48:46) и уступив Анголе (22:53), Мали (59:62) и Сенегалу (25:68). В четвертьфинале руандийки проиграли сборной Мозамбика (70:86), а в плей-офф за 5-8-е места потерпели поражение от Кении (50:54) и выиграли у Алжира (72:59), завершив турнир на 7-й строчке.

## Результаты выступлений

### Чемпионат Африки
- 2009 — 9-е место
- 2011 — 9-е место
- 2023 — 4-е место

### Всеафриканские игры
- 2011 — 7-е место